# Maximino Caballero Ledo
Caballero  Ledo est un nom espagnol. Le premier nom de famille, en général paternel, est Caballero ; le second, en général maternel, souvent omis, est Ledo.
Maximino Caballero Ledo (né en 1959 à Mérida en Espagne) est un économiste et gestionnaire espagnol et préfet du Secrétariat pour l'économie du Saint-Siège.

## Biographie
Maximino Caballero Ledo a étudié l'économie à l'Université autonome de Madrid, puis a obtenu un MBA à l'IESE Business School de Barcelone. Il a travaillé pendant plus de vingt ans comme directeur financier à Barcelone et à Valence et a été responsable des finances dans plusieurs pays européens, au Moyen-Orient et en Afrique. En 2007, il a déménagé aux États-Unis avec sa famille et a occupé le poste de vice-président de la société de soins de santé Baxter International, basée à Deerfield, Illinois.
En 2020, à la demande de son ami d'enfance Juan Antonio Guerrero Alves SJ, préfet du Secrétariat pour l'économie du Saint-Siège, Maximino Caballero Ledo a assumé le rôle de secrétaire général du secrétariat.
Le pape François l'a nommé le 30 novembre 2022 en tant que préfet et successeur du père Juan Antonio Guerrero Alves du Secrétariat à l'économie. C'est le deuxième laïc, après Paolo Ruffini, à exercer la charge de préfet de dicastère. 
Maximino Caballero Ledo est marié et a deux enfants.